# Play It Again
«Play It Again» — песня американского кантри-певца Люка Брайана, вышедшая в качестве четвёртого сингла с его четвёртого студийного альбома Crash My Party (2014). Релиз сингла состоялся 24 марта 2014 года на лейбле Capitol Records Nashville, а 17 апреля он стал 8-м в карьере певца чарттоппером в кантри-чарте Hot Country Songs (более 8 недель возглавляя его). В мае сертифицирован в платиновом статусе.

## История
Авторами песни стали Даллас Дэвидсон (Dallas Davidson) и Эшли Горли  (Ashley Gorley). Сингл с песней вышел 24 марта 2014 года.
Песня получила положительный отзывы музыкальной критики. Например, Мэтт Бъорк (Matt Bjorke) из журнала Roughstock поставил 4 из 5 звёзд в своём обзоре), а сингл имел большой коммерческий успех. Он стал № 1 в кантри-чарте (причём, лидировал там несколько месяцев подряд, апрель, май, июнь), достигнув высокого для своего стиля 14-го места в общенациональном американском хит-параде Billboard Hot 100 (США). Тираж сингла превысил миллион копий, и он достигнул платинового статуса. В конце мая 2014 тираж составил 1,151,000 копий в США. 20 мая «Play It Again» был сертифицирован как платиновый американской организацией RIAA.
17 апреля 2014 года «Play It Again» стал 8-м для Люка Брайана синглом № 1 в кантри-чарте Hot Country Songs (США), что стало наибольшим показателем среди всех исполнителей жанра, начиная с первого чарттоппера «Rain Is a Good Thing», который был № 1 в июле 2010 года.
31 мая «Play It Again» достиг первого места в радио-чарте Country Airplay; и в ту же неделю на втором месте в чарте закрепился хит «This Is How We Roll» группы Florida Georgia Line с участием всё того же Люка Брайана. Это сделало его первым в 24-летней истории Country Airplay, кому удалось одновременно быть и на 1 и на № 2.
Музыкальное видео было снято режиссёром Майклом Монако (Michael Monaco) и впервые показано в апреле 2014 года.

## Чарты
| Чарт (2014)                         | Высшая позиция |
| ----------------------------------- | -------------- |
| Канада (Billboard Canadian Hot 100) | 20             |
| Канада (Billboard Country)          | 1              |
| США (Billboard Hot 100)             | 14             |
| США (Billboard Country Airplay)     | 1              |
| США (Billboard Hot Country Songs)   | 1              |

## Сертификации
| Регион | Сертификация  | Продажи   |
| --- | ------------- | --------- |
| Канада (Music Canada) | Золотой       | 40 000*   |
| США (RIAA) | 3× Платиновый | 2,493,000 |
| * Данные о продажах приведены только на основе сертификации. ^ Данные о тиражах приведены только на основе сертификации. |               |           |